# 革新的資金創出メカニズム
革新的資金創出メカニズム（かくしんてきしきんそうしゅつメカニズム、Innovative Financing Mechanisms; IFM）は、政府開発援助(ODA)を補完する新たな国際開発の資金創出制度の総称。2002年3月、メキシコのモンテレイで開催された「開発資金に関する国際会議」（モンテレイ会議）において提案され、脚光を浴びた。その後、イギリスが国際金融ファシリティ(International Finance Facility: IFF)を、フランスが国際連帯税を提案し、革新的資金創出メカニズム時代の幕開けとなった。

## 現在実施中のIFF
現在、この構想から具体的に発展したイニシアティブとして、以下のものがある。
- 国際医療品購入ファシリティ(UNITAID)：医療品購入補助機構としての
- 予防接種のための国際金融ファシリティ（IFFIm）：GAVIアライアンスの資金調達補助機構
- Debt2Health：世界エイズ・結核・マラリア対策基金（グローバルファンド）の債務振り替え(Debt Conversion)機構
- 航空券連帯税：国際連帯税の一つ。ドイツ、フランス、スペインなど8カ国が導入中。

## 現在検討中のIFF
現在検討されているものとして以下のようなものがある。
- 通貨取引開発税（CTDL）：国際通貨取引において開発目的の税を課する制度
- 人道支援のための国際宝くじ：世界食糧計画(WFP)が計画中
- 国際連帯税スキーム： 国際炭素税、航空輸送税・海上輸送税、天然資源税、多国籍企業税、武器取引税、トービン税など

## 民間セクターからの資金調達
民間財団
近年、ビル&メリンダ・ゲイツ財団、クリントン財団、Google.orgなどを筆頭に、グローバル・アジェンダに対する巨額の投資を行う民間財団が増えている。特に気候変動やグローバル・ヘルスの分野への投資が活発化している。
プロダクトRED
ロックバンドU2のボーカル、ボノが設立したブランド。パートナー企業が「RED」という共通のブランド商品を開発・製造し、その販売収益を世界エイズ・結核・マラリア対策基金に寄付する仕組み。パートナー企業には、アメリカン・エキスプレス、コンバース、GAP、ジョルジオ・アルマーニ、モトローラ、Appleなどの有名企業が名を連ねる。

## その他
このほか、革新的資金創出には当てはまらないが、開発途上国への資金還流策として次のような政策が考えられている。
- 出稼ぎ労働者による送金の保護

海外出稼ぎ労働者から本国の家族への国際送金は、貧困層の家計を支え、生活水準を向上させる。こうした送金を推進し開発に役立てる目的で、送金のコストを引き下げ、その一部を開発資金として利用する仕組みや、送金の生産的投資への推進のための仕組みなどが考えられている。
- タックス・ヘイヴンの規制

世界中に存在する租税回避地（タックス・ヘイヴン）は、脱税やマネー・ロンダリングなどの温床となっており、開発途上国から流出する資本は膨大な量に上っている。投入する援助資金を意義あるものにするためには、タックス・ヘイヴンの規制など資本流出(capital flight)の防止策が重要である。